# Moritz Seyffarth
Moritz Seyffarth (* 1993) ist ein deutscher Journalist und Podcaster. Seit 2025 ist er Chefredakteur von Business Insider Deutschland.

## Leben und Wirken
Seyffarth ist in Bremen geboren und aufgewachsen. Nach seinem Abitur studierte er Betriebswirtschaftslehre in Münster. Seyffarth ist Absolvent der Axel Springer Academy of Journalism & Technology. Anschließend arbeitet er in verschiedenen Positionen als Journalist bei der Welt. Von 2021 bis 2023 leitete Seyffarth als Chief of Staff das Büro von Mathias Döpfner, Vorstandsvorsitzender von Axel Springer 2024 kehrte er zur Welt zurück. 2025 wurde er zum Chefredakteur von Business Insider Deutschland ernannt.
2021 gründete Seyffarth gemeinsam mit dem Finanzjournalisten Holger Zschäpitz den Podcast „Alles Auf Aktien“.